# Robert Venturi
Robert Charles Venturi Jr. (ur. 25 czerwca 1925 w Filadelfii, zm. 18 września 2018 tamże) – amerykański architekt, projektant i teoretyk architektury, jeden z ojców architektury postmodernistycznej. Na początku pracował pod kierunkiem Eero Saarinena oraz Louisa Kahna, później stworzył własną pracownię architektoniczną z Johnem Rauchem, do której należy również żona Venturiego, Denise Scott Brown. W 1991 otrzymał Nagrodę Pritzkera. Żartobliwie określa się go jako postmodernistę propagującego „tandetę dojrzałego kapitalizmu”.

## Wybrane dzieła
- dom Vanny Venturi w Chestnut Hill (Pensylwania), 1964 (wraz z Arthurem Jonesem)
- dom Trubeków na Nantucket Island, 1970
- dom Wislockich na Nantucket Island, 1970
- dom Brantów, Greenwich, 1971
- skrzydło Sainsbury (Sainsbury Wing) National Gallery w Londynie, 1991 (we wsp. ze Scott Brown & Associates)
- Guild House, Filadelfia

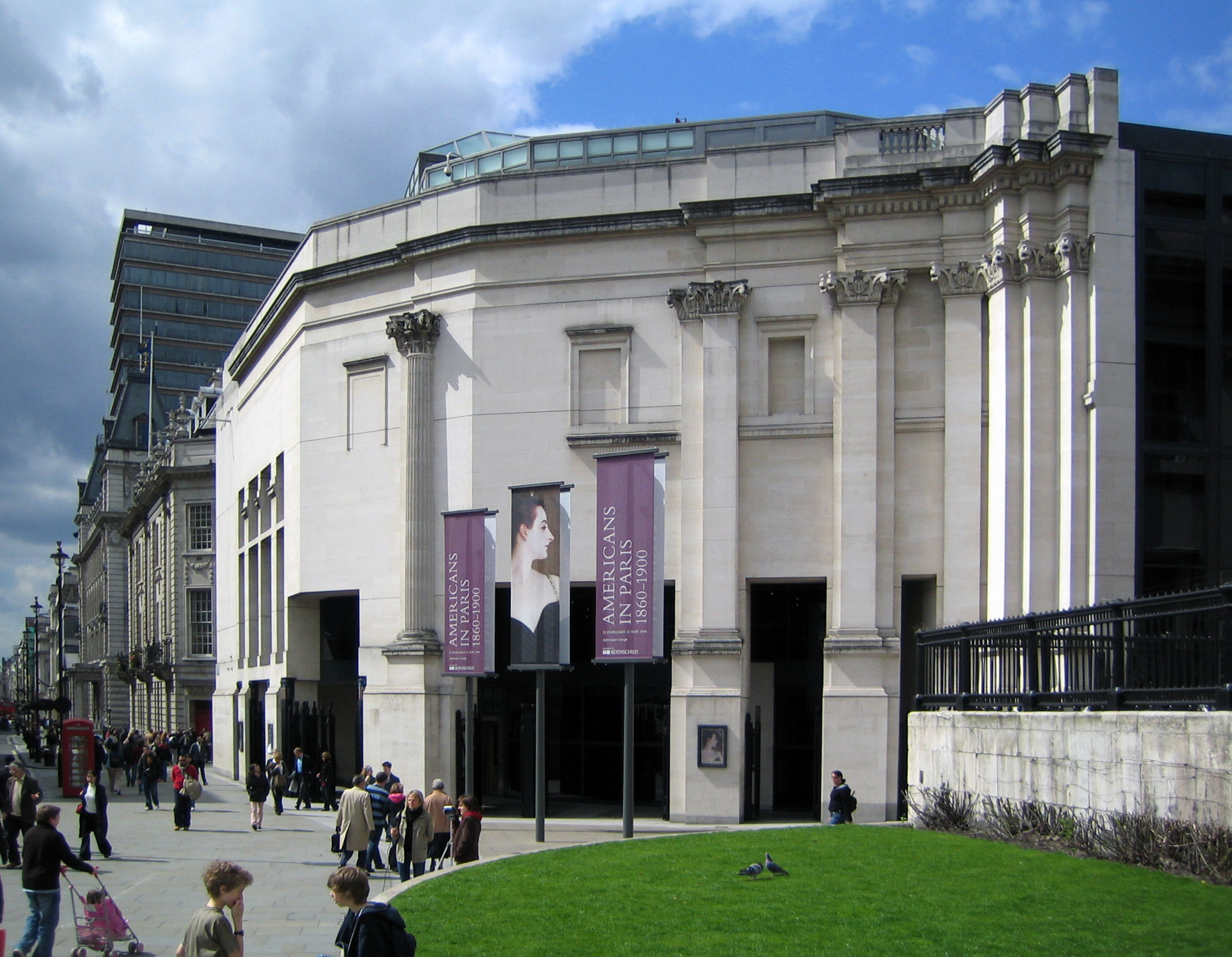
Skrzydło Sainsbury w Galerii Narodowej w Londynie
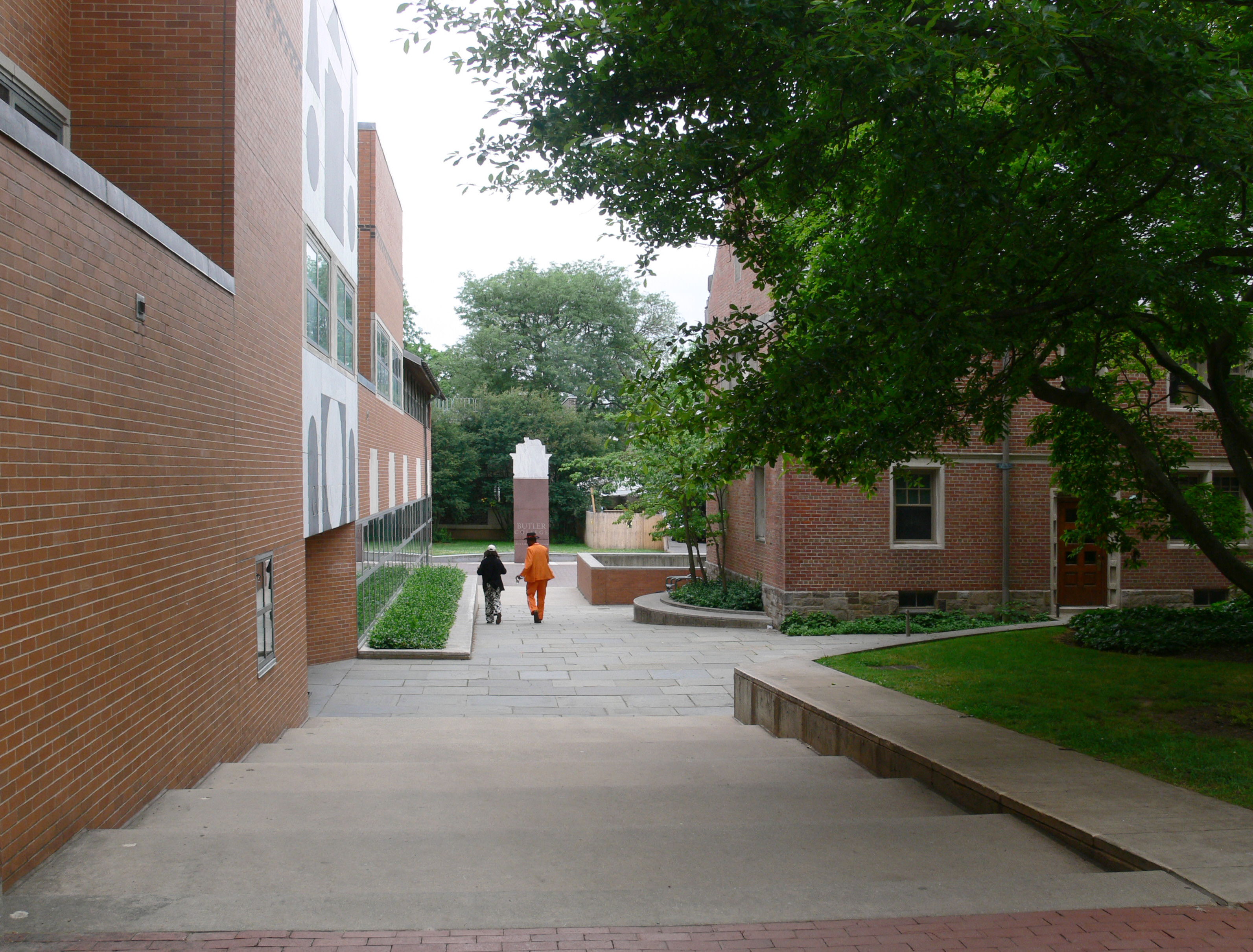
Uniwersytet Princeton
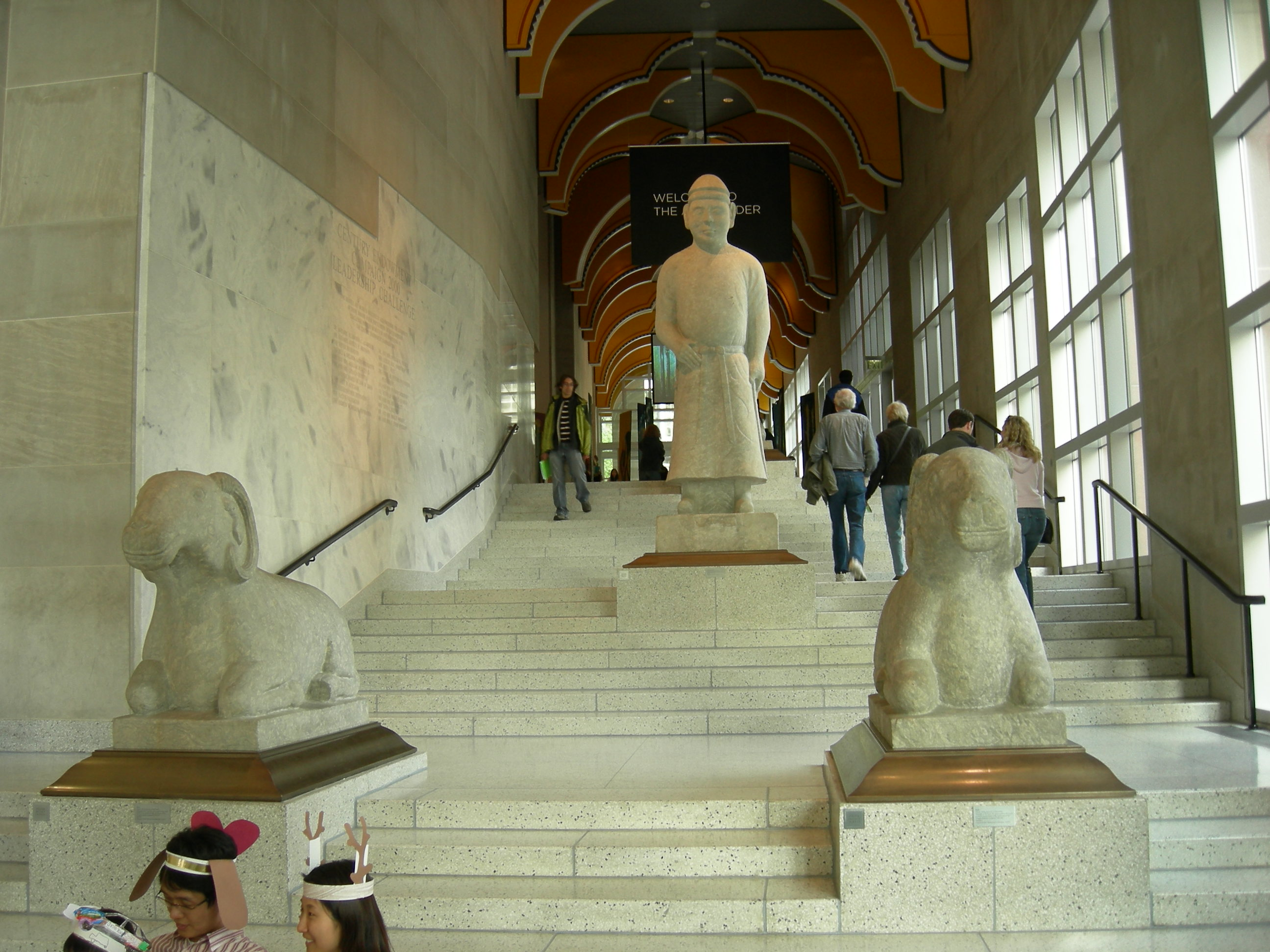
W Muzeum Sztuki w Seattle

## Publikacje
- Complexity and Contraddiction in Architecture (Złożoność i sprzeczność w architekturze)
- Learning from Las Vegas